# Torkil Nielsen
Pour les articles homonymes, voir Nielsen.
Torkil Nielsen est un joueur d'échecs et un footballeur international féroïen né le 26 janvier 1964.
Au 1er octobre 2020, il est le douzième joueur d'échecs féroïen avec un classement Elo de 2 159 points.

## Biographie et carrière

### Joueur d'échecs
Nielsen remporta le championnat féroïen d'échecs à trois reprises (en 1984, 1986 et 1988) et joua au quatrième échiquier des Îles Feroé lors de trois olympiades d'échecs (en 1982, 1984 et 1988), marquant 17,5 points en 35 parties.

### Joueur de football
Il fut sélectionné dix-huit fois en équipe nationale de football, marquant deux buts.
Il disputa avec l'équipe des Îles Féroé six rencontres lors des éliminatoires de l'Euro 1992, et sept rencontres lors des éliminatoires du mondial 1994, le reste étant constitué de matchs amicaux.
Torkil Nielsen est l'auteur du but de la victoire des Îles Féroé lors du premier match international officiel de football de son pays disputé le 12 septembre 1990 à Landskrona contre l'Autriche, pendant les éliminatoires de l'Euro 1992.
Il arbitra également trois matchs de championnats féroïens.